# Virginio Rosetta
Virginio "Viri" Rosetta (Vercelli, 25 de fevereiro de 1902 — 31 de março de 1975) foi um futebolista e treinador de futebol italiano.

## Carreira
Conquistou a medalha de bronze 1928, e a Copa do Mundo de 1934 com a Seleção Italiana de Futebol.